# Кореннов, Николай Викторович
Николай Викторович Кореннов (1942—1995) — советский футболист, защитник.

## Биография
Воспитанник ДЮСШ Московско-Ярославского отделения МЖД. Начинал профессиональную карьеру в московском "Локомотив"е, где сначала выступал за дубль, а в сезоне 1962 года провёл 22 матча в Высшей лиге СССР. Вместе с командой вылетал и вновь возвращался в элитный дивизион отечественного футбола. В 1966 году перебрался в Калинин, где играл за местную «Волгу» под 2-м и 5-м номерами. Завершил карьеру игрока в Братске.
Выступал за молодёжную сборную СССР.